# Jozef Štibrányi
Jozef Štibrányi (* 11. Januar 1940 in Farkašín, Slowakischer Staat) ist ein ehemaliger tschechoslowakischer Fußballspieler. Er nahm an der Fußball-Weltmeisterschaft 1962 teil.

## Karriere

### Verein
Štibrányi begann seine Karriere 1957 bei Spartak Trnava. 1963 wechselte er zu Dukla Prag. Dort gewann er 1964 die tschechoslowakische Meisterschaft und 1965 den nationalen Pokal. Jedoch kam er in Prag nur sporadisch zum Einsatz. 1965 kehrte er für eine Saison zu Spartak Trnava zurück. Anschließend spielte er in der zweiten tschechoslowakischen Liga für TJ VŽKG Vítkovice. Ab 1970 ließ er seine Karriere bei dem unterklassigen Klub OŠK Križovany nad Dudváhom ausklingen, wo er seine aktive Laufbahn 1973 beendete.

### Nationalmannschaft
Am 30. Oktober 1960 debütierte Štibrányi beim 4:0 im Freundschaftsspiel gegen die Niederlande in der tschechoslowakischen Nationalmannschaft.
Er wurde in das tschechoslowakische Aufgebot für die Weltmeisterschaft 1962 in Chile berufen. Im Auftaktspiel gegen Spanien erzielte er den Siegtreffer zum 1:0, der sein einziges Tor für die Nationalmannschaft blieb. Es folgten zwei weitere Einsätze in den Spielen gegen Brasilien und Mexiko. Die Tschechoslowakei qualifizierte sich als Gruppenzweiter für die Finalrunde des Turniers, in dessen Verlauf sie bis ins Finale vorstieß. Ab dem Viertelfinale wurde Štibrányi jedoch nicht mehr eingesetzt. Die Tschechoslowakei verlor das Endspiel gegen Vorrundengegner Brasilien mit 1:3 und wurde Vizeweltmeister.
Sein letztes von neun Länderspielen bestritt er am 29. Mai 1963 in Bratislava gegen England.

## Erfolge
- Tschechoslowakische Fußballmeisterschaft: 1964
- Tschechoslowakischer Fußballpokal: 1965